# Temples de Bhutanatha
Les temples de Bhutanatha sont deux groupes de temples hindouistes en grès dédiés à la divinité Bhutanatha, situés aux bords du lac Agasthya dans la ville de Badami dans l'état du Karnataka en Inde.
Il existe deux principaux groupes de temples :
- Sur la rive est du lac, le groupe principal, parfois appelé « temples inférieurs », présente une architecture dravidienne primitive avec une grande salle de type mandapa, mais ouverte et donnant une vue sur le lac.

- Sur la rive nord du lac, se trouve le groupe de temples Mallikarjuna, parfois appelé « temples supérieurs », a une superstructure en degrés, typique de l'architecture des Chalukya occidentaux[1].

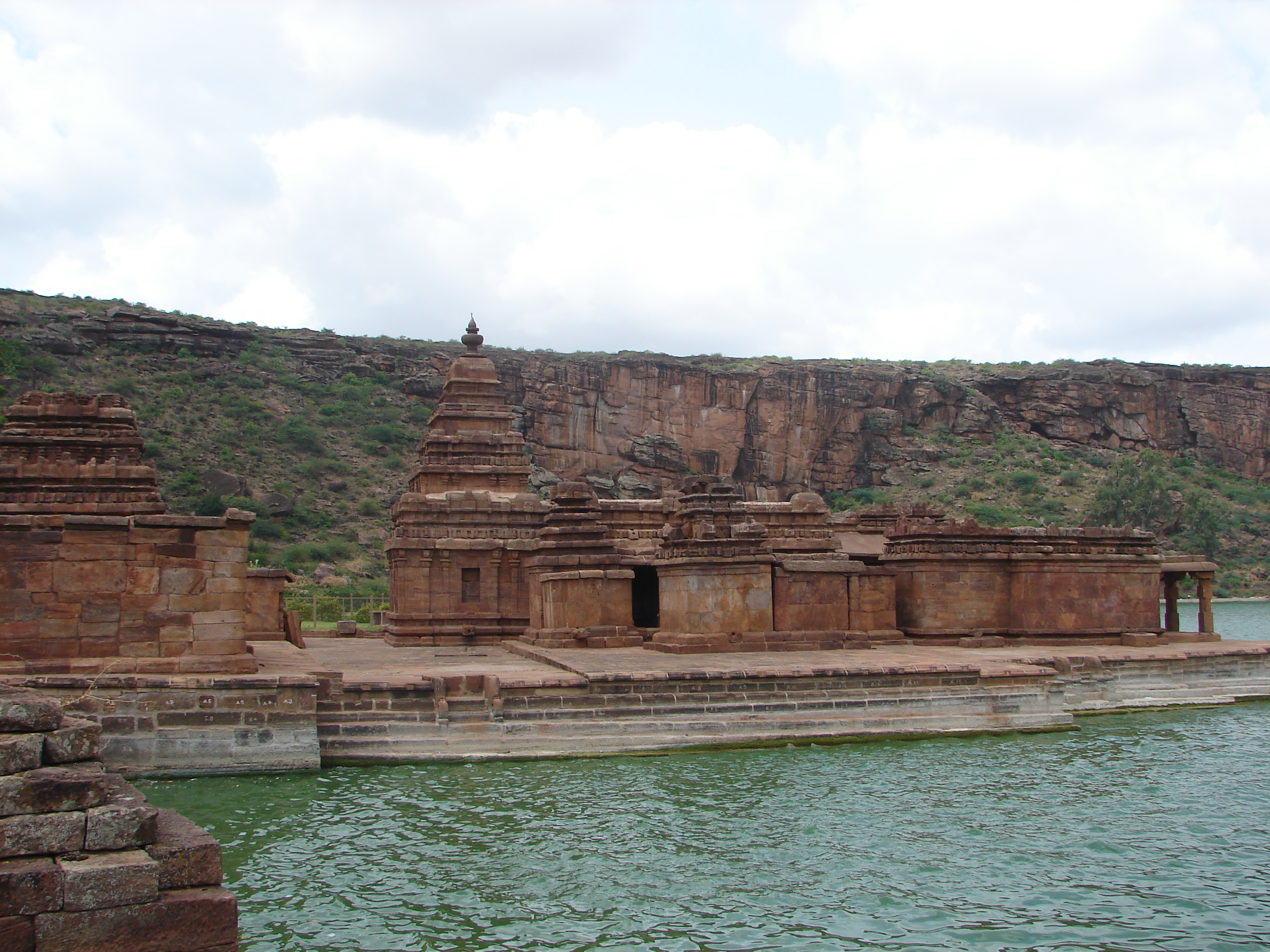
Le groupe principal vu de l'autre côté.

Le sanctuaire et le mandapa intérieur du temple principal ont été construits à la fin du VIIe siècle sous le règne de la dynastie des Chalukyas de Badami (encore appelés Chalukya orientaux). Alors que le mandapa extérieur en face du bassin de Badami a été construit pendant le règne des Chalukyas de Kalyani (encore appelés Chalukya occidentaux) au XIe siècle dont relèvent aussi les temples Mallikarjuna et le temple voisin de Yellama.
Par conséquent, les temples de Bhutanatha contiennent des formes architecturales de différentes périodes 
.

## Structure
Dans la salle intérieure du temple Bhutanatha, une lourde architrave au-dessus des colonnes divise la salle en une nef centrale et deux bas-côtés. Les piliers sont massifs et les baies dans le plafond de la nef sont ornées de lotus. Les fenêtres apportent la lumière extérieure dans le mandapa intérieur qui est sombre. De chaque côté de la porte de temple se trouve à droite une image de la déesse Gangâ sur son véhicule, le  makara (crocodile) et à gauche, celle de la déesse Yamunâ, chevauchant son véhicule, la tortue. Il n'y a pas d'inscription sur le linteau qui permettrait de savoir à quelle divinité le temple était consacré à l'origine. Le lingam de Shiva présent dans le sanctuaire semble être un ajout ultérieur, après que la divinité d'origine ait été enlevée.
Le temple est inachevé et à la base de sa superstructure on trouve des vestiges d'architecture Jain. Les niches sur le mur du temple et la salle intérieure sont vides, malgré la présence d'éléments décoratifs comme des makaras (animal mythique semblable à un crocodile et monture de Ganga). Au nord de la salle on trouve un petit sanctuaire initialement consacrée à Vishnu. Après les modifications apportées par les Jains, le temple fut finalement repris par les adeptes du Lingayatisme qui a ont construit une salle extérieure pour y installer un Nandi (véhicule de Shiva), et un Shiva-linga à l'intérieur du sanctuaire.

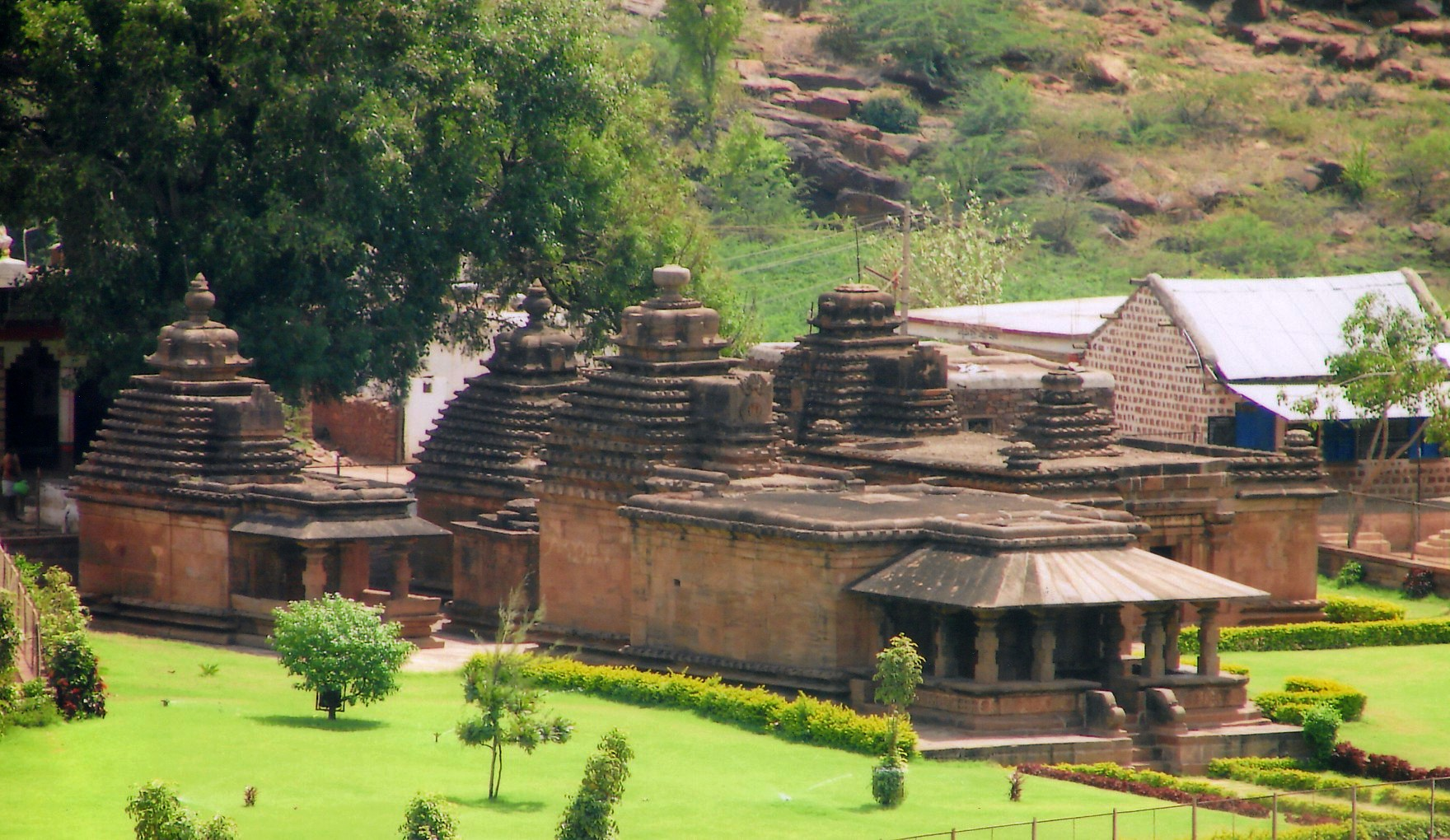
Le groupe de Mallikarjuna (XIe siècle), près du réservoir de Badami, avec des structures en forme de pyramide à degrès.

Le groupe de Mallikarjuna présente des caractéristiques architecturales des architectes des Chalukya de Kalyani : des murs lisses, un avant-toit sur le mandapa et des superstructures en forme de pyramide .